# Radowice (Biechów)
Radowice – przysiółek wsi Biechów w Polsce, położony w województwie opolskim, w powiecie nyskim, w gminie Pakosławice.
W latach 1975–1998 przysiółek położony był w ówczesnym województwie opolskim.